# 姫路事件
姫路事件（ひめじじけん）は、1980年1月10日から翌年3月6日までに起こった木下会（関西二十日会に所属）と三代目山口組竹中組との暴力団抗争事件。田岡一雄が関西二十日会との和平交渉を行っていた最中に発生した。

## 経緯

### 発端
1972年、姫路市の三代目山口組竹中組・竹中正久組長が、元山陰柳川組津山支部長・杉本明政と小椋義政に盃を与えて自身の若衆とした。杉本は竹中組津山支部を名乗り、小椋は竹中組津山支部の代貸になるとともに建設業を営んだ。その後小椋は道路交通法違反で1977年から1979年まで鳥取刑務所に服役したが、服役中に自身の愛人が岡山県岡山市の木下会平岡組の組員と親しくなっていたことに加え、津山市の竹中組津山支部の縄張りで金融業や麻雀荘を営業していたことに激怒。脅しをかけられた平岡組は謝罪したが、小椋は承服しなかった。

### 木下会による小椋義政殺害
1980年1月10日夜、木下会平岡組組員・片岡一良と平岡組組員・池元幸男の二人が小椋の事務所を襲撃、小椋と山口組小西一家小島組組員・水杉義治を拳銃で射殺した。翌11日には竹中正久と細田組・細田利明組長、岡山市の岡山竹中組の竹中武組長が、津山市の杉本宅に集合。13日に津山市の経本寺で小椋の葬儀が営まれ、直ぐ様竹中組が木下会会長の高山雅裕の愛人宅を銃撃。高山は兄弟分の白龍会・山田忠一組長に調停を頼み、山田から湊芳治を通じて両者の仲裁が図られた。
高山は、湊、山田と姫路市の大崎組・大崎英良組長と相談し、高山が小椋の霊前に線香をあげることを、白龍会・吉田勇副会長を通じて竹中正久に伝えた。平岡組・平岡篤組長は断指し、高山は湊・山田・大崎英良とともに竹中正久に会い、平岡篤の指と香典400万円を手渡した。さらに「小椋と水杉の殺害に関係した木下会組員を絶縁にする」と高山は表明したものの、湊が「絶縁まではしなくてもいいだろう」と発言し、その場は竹中も高山も湊の提案を了承した。

### 竹中組による木下会への頂上作戦
湊の発言について竹中は「絶縁まではしないが、破門にする」と解釈、一方の高山は「一切処分しなくてもいい」と解釈していたことがさらに抗争を深刻にしてしまっている。木下会からの破門状は竹中組に届けられず、3月25日に竹中正久は、細田とともに田岡一雄の自宅を訪ね、木下会への報復を示唆した。5月に入って、竹中組岡山支部長・松浦敏夫と岡山竹中組若頭補佐・藤田光一らが、岡山駅構内で木下会幹部を待ち伏せしたものの結局遭遇できず、松浦・藤田は殺人予備罪で実刑判決を受ける。更に小椋・水杉殺害に関係した木下会組員が処分されていないことを竹中正久は知り、竹中組若頭補佐・平尾光をリーダーとして竹中組大西組・大西正一組長、竹中組幹部・高山一夫、岡山の竹中組若頭補佐・山下道夫、山口組竹中組杉本組組員・山田一の5人から成る襲撃グループが結成される。平尾らの一党は、木下会の姫路市の幹部を狙ったが狙撃の機会を得られず、岡山竹中組に移動して木下会の岡山市の幹部を狙った。それでも狙撃の機会が無く、5月6日に姫路へ戻った。
5月13日、高山雅裕は、2女の結婚式の礼の挨拶で姫路市内の知人宅を訪問し、その後、姫路市東駅前町の木下会事務所に戻った。午後6時ごろ高山は、木下会組員の森崎右、松本平次、工藤二三雄、則本一蔵を連れて、木下会事務所前に停めておいた乗用車に乗ろうとした。平尾は、大西ら4人に指示して高山雅裕に近づかせ、2メートルの距離から拳銃で9発の銃弾を発射。高山は2発の銃弾を受け、そのうちの1発が心臓に達しており即死。森崎は、頭部と右頸部を撃たれ、搬送先の病院で死亡。松本、工藤、則本は重傷を負った。平尾らは市道十二所前線を西に40メートルほど走り、小溝筋商店街を抜けて、姫路駅方面に逃走した。
この日竹中正久は、山口組若頭補佐・山本広とともに千葉県鴨川市で行われた双愛会会長の葬儀に出席し、黒沢明、名古屋市の名神会・石川尚会長、益田（啓）組・益田啓助組長らと帰途の途中だった。ボディガード役の平野一男とともに姫路駅に到着すると、徒歩で姫路市十二所前の竹中組事務所兼自宅に戻った。高山の葬儀は「あつみパラダイス」で行なわれたが、竹中正久は竹中組若衆・大西康雄とともに葬儀に出席している。

### 津山での拉致未遂と事態の決着
7月、津山市で、竹中組杉本組組員・内山誠治と杉本組組員・福田徹が、木下会島津組津山支部幹部・坂本貢を車で拉致しようとした。この時坂本が車から逃げたため、福田徹が拳銃で坂本貢の左大腿部を撃ち坂本に重傷を負わせた。三代目木下会を継承した大崎圭二は、岡山竹中組の竹中武組長に直々竹中組津山支部の木下会への襲撃理由を問い質し、竹中武は津山支部に赴いて組員・小島大助に襲撃理由を訊ねた。小島大助は「坂本貢が木下会から破門され、木下会と関係ない人物になったために襲撃した」と返答し、竹中武もその旨大崎に伝えた。その上で、竹中組からも竹中組津山支部からも見舞いは出ないが、竹中武個人名義ならば坂本貢を見舞う準備があることを大崎に表明している。
これに対し、大崎は坂本への見舞いを要求。竹中武は、若衆を津山市の坂本貢の入院する病院に派遣したが、警察官が病院を警備していたために病室には入れず見舞金を持ち帰った。仕方なしに竹中武は、竹中武の若衆2人を連れて、岡山市中山下町の木下会事務所に赴いた。そこで竹中武と大崎は人払いして話し合い、「絶縁まではしなくてもいいだろう」という湊の発言をお互いが異なった解釈をしていたことに気がついた。
同年末までに、竹中組組員49人が逮捕された。
その一方で、湊の舎弟・北田悦也が竹中組と木下会の仲裁に動き、年が改まった1981年1月に竹中兄弟は北田の工作を知ることになる北田の工作を受けて、竹中正久は木下会に香典を送ることを了承。これを受けて北田は、竹中正久の意向を大崎に伝え、大崎からの了解を取り付けた。
同年3月6日、竹中正久と大崎は、山口組湊組事務所2階で、再度手打ち式を行った。仲裁人は山田忠一の代理・吉田勇と大崎英良と湊。見届け人は山口組若頭補佐・山本広（後の一和会会長）だった。竹中正久は、高山雅裕と森崎右の香典として、1000万円を大崎に贈った。

### 田岡組長の態度
この抗争は、大阪戦争に端を発する関西二十日会との対立と仲裁をめぐる時期と重なっていた。当然、一連の抗争は二十日会側との対立を激しくするものであった。だが田岡組長自身は一連の抗争について黙認していた節がある。小椋組長殺害をめぐって木下会が処分を先延ばししていることについて、竹中正久は報復を示唆していたが田岡からは何も異論が無かった。木下会の高山組長が殺害された後に、田岡は自宅に竹中正久を招き、山口組本部長・小田秀臣（山口組若頭補佐）に、山口組から500万円を出させている。竹中正久は固辞したが、山口組若頭補佐・加茂田重政（後の一和会副会長兼理事長）が500万円を竹中正久の背広のポケットに押し込んで、竹中正久を納得させた。

## 註
1. ↑  破門は絶縁に比べて、1段下の処分
2. ↑  3月28日は田岡一雄の誕生日であり、誕生日の前祝の意味があった。さらに、細田利明は1980年3月28日からベラミ事件での銃砲刀剣類所持等取締法違反で1年4ヶ月服役することになっていたため、細田には服役前の挨拶の意味があった。
3. ↑  まだ高山の殺害犯が不明で、平尾らの逮捕で犯行の全容が判明したのは10月頃であった。
4. ↑  岡山東警察署（現・岡山中央警察署）の刑事から北田が大崎圭二の事務所にいたことを聞かされた竹中武が、北田の兄弟分・牛尾洋二（牛尾組組長）に北田の行動の真意を探ってもらうように依頼し、それを受けて北田は仲裁に動いていることを竹中正久に伝えている。